# Manilla (dinero)

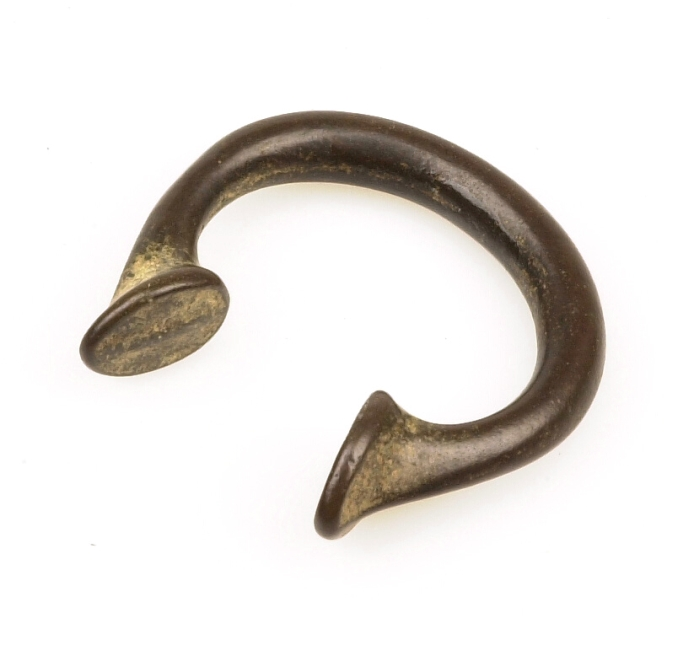
Una manilla tipo Okpoho del sudeste de Nigeria

La Manilla es una forma de dinero, usualmente hecha de bronce o cobre, que se usaba en África occidental.  Se produjeron en grandes cantidades y en una amplia gama de diseños, tamaños y pesos. Se originó antes del período colonial, tal vez como resultado del comercio con el Imperio portugués, la manilla continuó sirviendo como dinero y objeto decorativo hasta finales de la década de 1940 y todavía se utilizan como ornamento en algunos contextos. En la conciencia popular, están particularmente asociados con el Comercio atlántico de esclavos.

## Origen y etimología
Se dice que el nombre manilla deriva del idioma español, para una manella «brazalete», el idioma portugués para manilla «manilha», o del latín manus (mano) o de monilia, plural de monile (collar). Por lo general tienen forma de herradura, con terminaciones que se enfrentan entre sí y forma de rombo. El primer uso de manillas fue en África Occidental. Como medio de intercambio se originaron en Calabar. Calabar era la principal ciudad del antiguo reino costero nigeriano de ese nombre. Fue aquí en 1505 que se podía comprar un esclavo por 8-10 manillas, y un diente de elefante por una manilla de cobre.

### Paralelos etnográficos
Las manillas guardan cierta semejanza con los torques en ser rígidas y circulares y abiertas en el frente. —La palabra «torque» proviene del latín torquere, «torcer», debido a la forma retorcida del collar, una característica ocasional de las manillas—. Aunque los torques solían ser collares para el cuello, también había brazaletes con esta forma. Los torques estaban hechos de oro o bronce, con menos frecuencia de plata.
Se sabe por varias fuentes, tales como bienes funerarios, que los torques fueron usados por varios pueblos europeos de la Edad del Bronce, alrededor del año 1000 a. C., hasta alrededor del 300, incluidos los gálatas ( celtas de Anatolia), varias tribus germánicas, los escitas y los persas. Aunque algunos de los objetos más elaborados fueron descubiertos en Fanagoria y el tesoro de Pereshchepina en la estepa póntica, este tipo de collar todavía se asocia popularmente con los celtas, especialmente los británicos, galos, ligures e íberos.

## Tipos

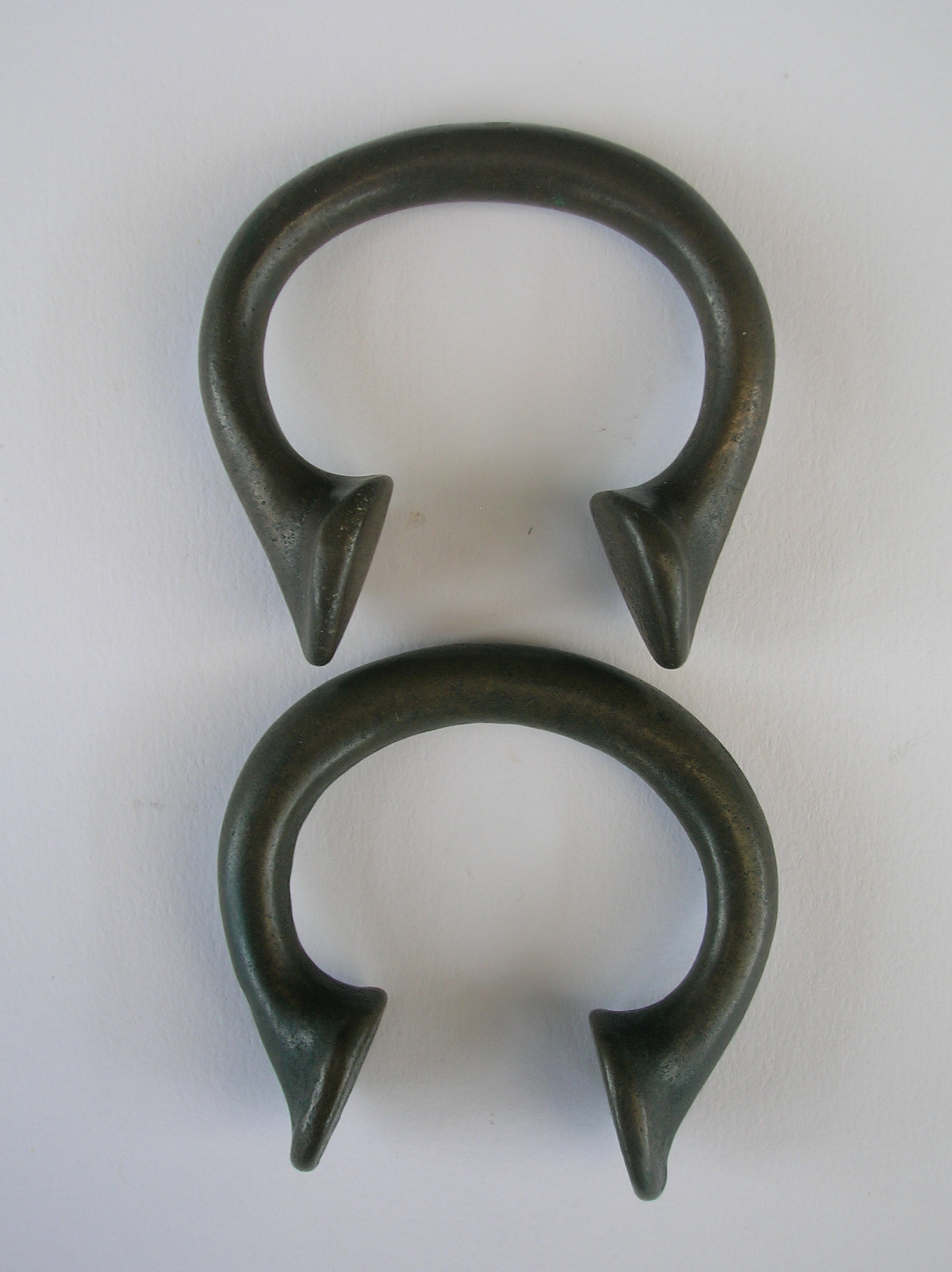
dos variantes de manilla Okpoho.

Los africanos de cada región tenían nombres para cada variedad de manilla. Los valoraban de manera diferente, y eran notoriamente particulares acerca de los tipos o modelos que aceptarían. Las manillas fueron parcialmente diferenciadas y valoradas por el sonido que hacían cuando las golpeaban.
Un informe del cónsul británico de Fernando Poo en 1856 enumera cinco patrones diferentes de manillas de uso en Nigeria. El Antony Manilla es bueno en todos los mercados interiores; el Congo Simgolo o «cuello de botella» es aceptable únicamente en el mercado de Opungo; el Onadoo es el mejor para Old Calabar, el pueblo Igbo entre Bonny New Kalabari y el reino de Okrika; el Finniman Fawfinna es aceptable en Juju Town y Qua Market; pero únicamente tiene la mitad del valor del Antony; y el Cutta Antony es valorado por la gente de Ambala.
La proliferación de nombres africanos probablemente se deba más a las costumbres regionales que a la especialización manufacturera real. El 'Mkporo' es probablemente una manilla holandesa o británica y el 'Popo' es francés, pero el resto son ejemplos de un único producto de Birmingham en evolución.
Un tesoro importante tenía un grupo de 72 piezas con una pátina y un resto de tierra similares, lo que sugería un entierro común. Hubo 7 Mkporo; 19 Nkobnkob de pie redond; 9 Nkobnkob de pie ovalado; y 37 Popo de pies cuadrados. Los 'Nkobnkobs' más livianos en el tesoro eran de 108 gm a 114 gm, mientras que se encuentran rutinariamente (llamados Onoudu) por debajo de 80 gm, esto implica que el grupo fue enterrado en cierto punto durante la evolución del tamaño del manilla. Los Mkporo están hechos de latón. La correspondencia de peso del Nkobnkob de pie ovalado con el extremo superior del rango de pie redondo sugiere que es la variedad anterior o contemporánea con los primeros de pies redondos. La presencia exclusiva de la variedad 'square-foot' del Popo francés, normalmente escasa entre los grupos de circulación de Popos, sugiere que es la variedad más antigua. Las primeras manillas francesas probablemente sean contemporáneas de las primeras piezas británicas.
A veces se distinguen las manillas, principalmente por su capacidad de uso, había una gran cantidad de tipos regionales llamados dineros «Bracelet» y dineros «Legband», algunos son bastante uniformes en tamaño y peso y sirvieron como dinero de cuenta como 
las manillas, pero otros fueron usados como exhibición de riqueza. Los menos acomodados imitarían los movimientos de los más «ricos» que estaban tan agobiados por el peso que sus andares eran muy característicos. Las manillas más grandes tenían una forma mucho más abierta que el resto de manillas, por lo que se movían mucho más.

## Historia

### Orígenes

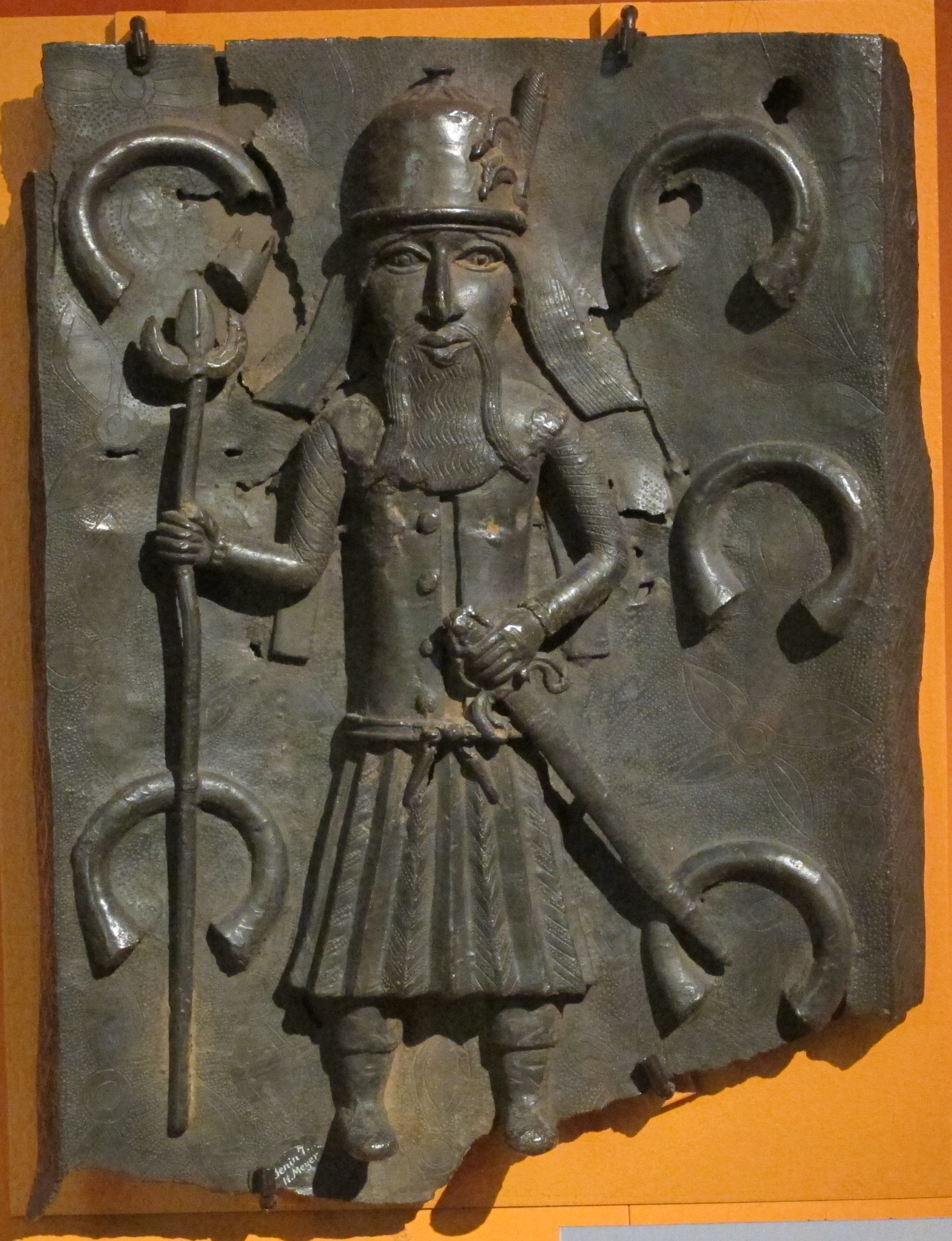
Un Bronce de Benín representando a un soldado portugués con manillas en el fondo.

Algunas fuentes atribuyen su introducción a los antiguos fenicios, que comerciaron a lo largo de la costa occidental de África o incluso a los primeros exploradores y comerciantes cartagineses. Los egipcios también han sido sugeridos ya que usaron dinero penanular. Una sugerencia es que los pescadores nigerianos los encontraron en sus redes de los restos de naufragios  europeos o los hicieron de los "pernos" de cobre utilizados en veleros de madera naufragados en la ensenada de Benín. Una teoría es que, si eran indígenas, copiaban una pulsera de tela de rafia de punta abierta que usaban las mujeres u otra conocida de Yoruba con sus extremos bulbosos inspiraba en la forma de manilla.
Las pulseras de cobre y las bandas para las piernas eran el principal "dinero" y generalmente las mujeres las llevaban para mostrar la riqueza de su marido. Los primeros comerciantes portugueses encontraron así una disposición preexistente y muy conveniente para aceptar un número ilimitado de estos "brazaletes", y Duarte Pacheco Pereira se refiere a ellos, quienes hicieron viajes en la década de 1490 para comprar colmillos de marfil, esclavos y pimienta. Pagaron de 12 a 15 manillas de bronce por esclavo, menos si eran de cobre. Para 1522 en Benín, una esclava de 16 años de edad costaba 50 manillas; el rey de Portugal puso un límite de 40 manillas por esclavo para detener esta inflación.
El primer informe sobre el uso de manillas en África apunta a su origen en Calabar, la ciudad capital del estado de Cross River, en el sudeste costero de Nigeria. Se ha documentado que en 1505 en Calabar, las manillas se usaban como medio de intercambio, una manilla valía un gran diente de elefante y un esclavo costaba entre ocho y diez manillas. También se usaron en Benín en 1589 y nuevamente en Calabar en 1688, donde los comerciantes holandeses compraron esclavos para pagarlos en duros brazaletes de cobre gris que tenían que estar muy bien hechos o eran rechazados rápidamente.
Además del primer informe, el origen de las manillas de Calabar para África y particularmente Nigeria también se confirma con el otro nombre africano y universal para las manillas como Òkpòhò, que es una palabra en idioma efik para dinero que se utiliza a lo largo de este informe y en los títulos de las imágenes en este artículo.

### Papel en la trata de esclavos
Aunque el oro era la mercancía principal y más duradera buscada por los portugueses, a principios del siglo XVI participaban en la trata de esclavos para que los portadores llevaran manillas al interior de África, y gradualmente las manillas se convirtieron en el dinero principal de este comercio. Los británicos, franceses y holandeses pronto dejaron de lado a los portugueses, todos los cuales tenían plantaciones intensivas de mano de obra en las Indias Occidentales. Un viaje típico llevabs manillas y objetos utilitarios de bronce como sartenes y cuencos al oeste de África, luego esclavos a América y por último algodón a los molinos de Europa. El precio de un esclavo, expresado en manillas, varió considerablemente de acuerdo con el tiempo, el lugar y el tipo específico de manilla ofrecido.

### Producción y diseños

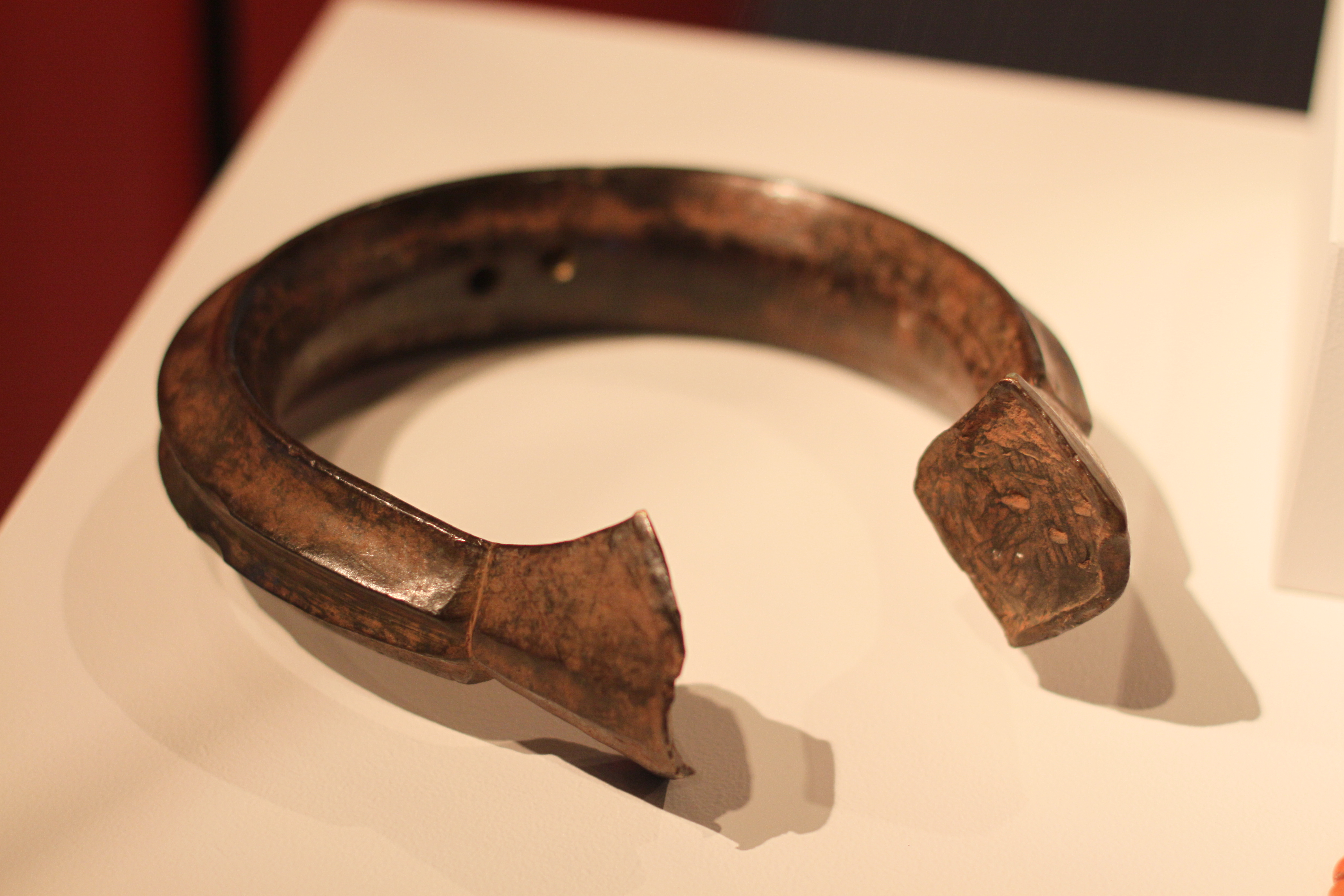
Una gran manilla en exhibición en el Museo Etnológico de Berlín.

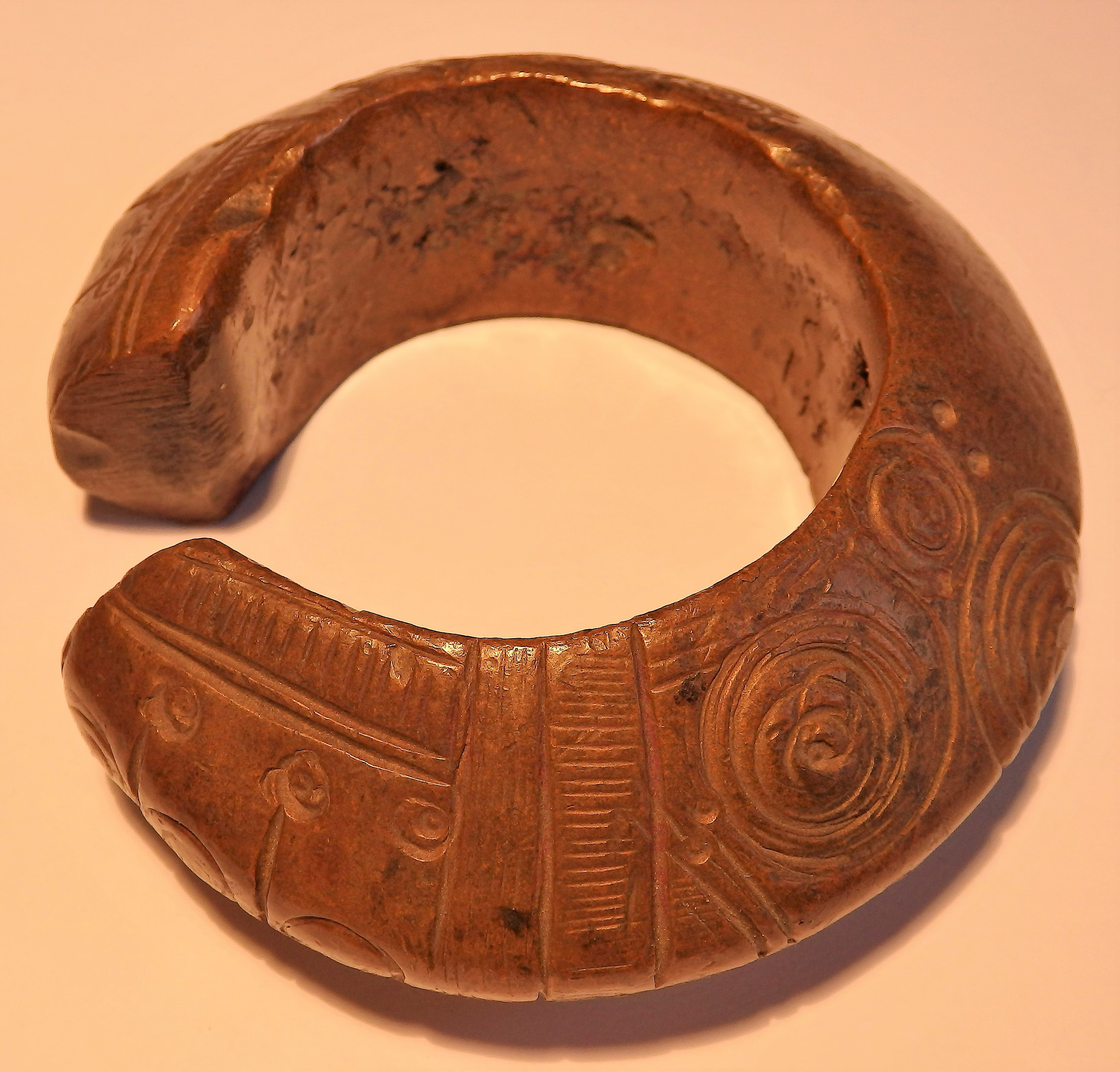
Modelo de manilla decorada de Nigeria, 710 gm de peso

El cobre era el «oro rojo» de África y ambos habían sido minados allí y comerciados en el Sahara por mercaderes italianos y árabes. No se sabe con certeza cómo se eran las manillas portuguesas o holandesas. De registros contemporáneos, sabemos que las primeras portuguesas se hicieron en Amberes para el monarca y posiblemente otros lugares, y son de aproximadamente 240 milímetros (9,4 pulgadas) de largo, alrededor de 13 milímetros (0,51 pulgadas) de ancho, con un peso de 600 gramos (15 oz) en 1529, aunque en 1548 las dimensiones y peso se redujeron a aproximadamente 250 gramos (8.8 oz) -280 gramos (9.9 oz). En muchos lugares, el latón, que es más barato y más fácil de colar, era preferible al cobre, por lo que los portugueses introdujeron manillas amarillas más pequeñas hechas de cobre y plomo con trazas de zinc y otros metales. En Benín, el Arte Real de África, de Armand Duchateau, es una manilla masiva de 25 centímetros (9,8 pulgadas) de ancho y 4,5 centímetros (1,8 pulgadas) de calibre, toscamente moldeada con lados facetados y desgastada. Podría ser el más pesado (sin peso dado) y la manilla más antigua conocida. Sin embargo, en el mismo libro hay una placa con un agarrador europeo con dos piezas de forma muy diferente, con forma de media luna sin extremos acampanados, aunque aparentemente pesadas si las proporciones son correctas. Hoy, piezas de este tamaño y forma roma se asocian con el Congo.

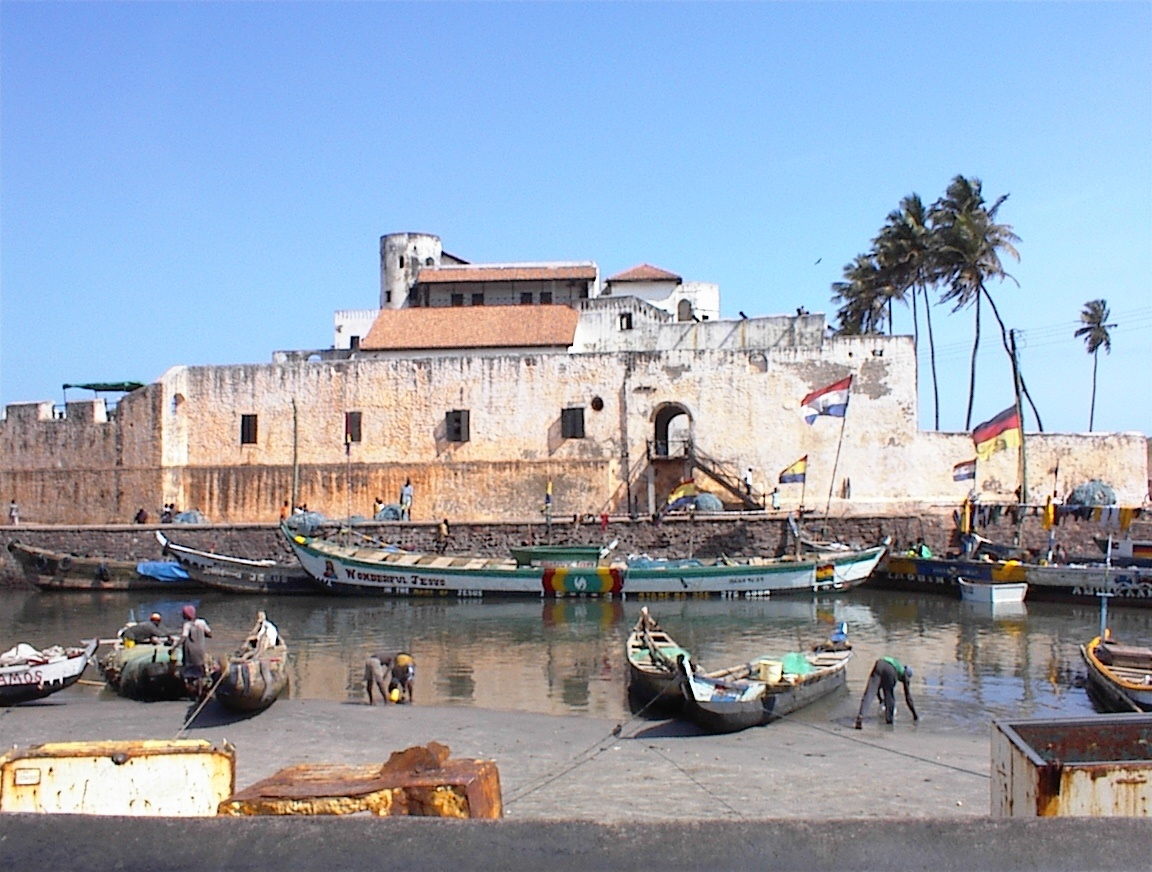
Estación comercial de San Jorge de la Mina.

Entre 1504 y 1507, los comerciantes portugueses importaron 287.813 manillas de Portugal a Guinea a través de la estación comercial de San Jorge de la Mina. A medida que los holandeses llegaron a dominar el comercio de África, es probable que cambiaran la fabricación de Amberes a Ámsterdam, continuando con las manillas de bronce, aunque, como se dijo, todavía no tenemos forma de identificar positivamente las manillas holandesas. Las cuentas de viajeros son abundantes y específicas en cuanto a nombres y valores relativos, pero parece que no han sobrevivido dibujos o descripciones detalladas que podrían vincular estas cuentas a los tipos de manilla específicos que se encuentran hoy en día. Los metales preferidos eran originalmente cobre, luego latón a fines del siglo XV y finalmente bronce alrededor de 1630.

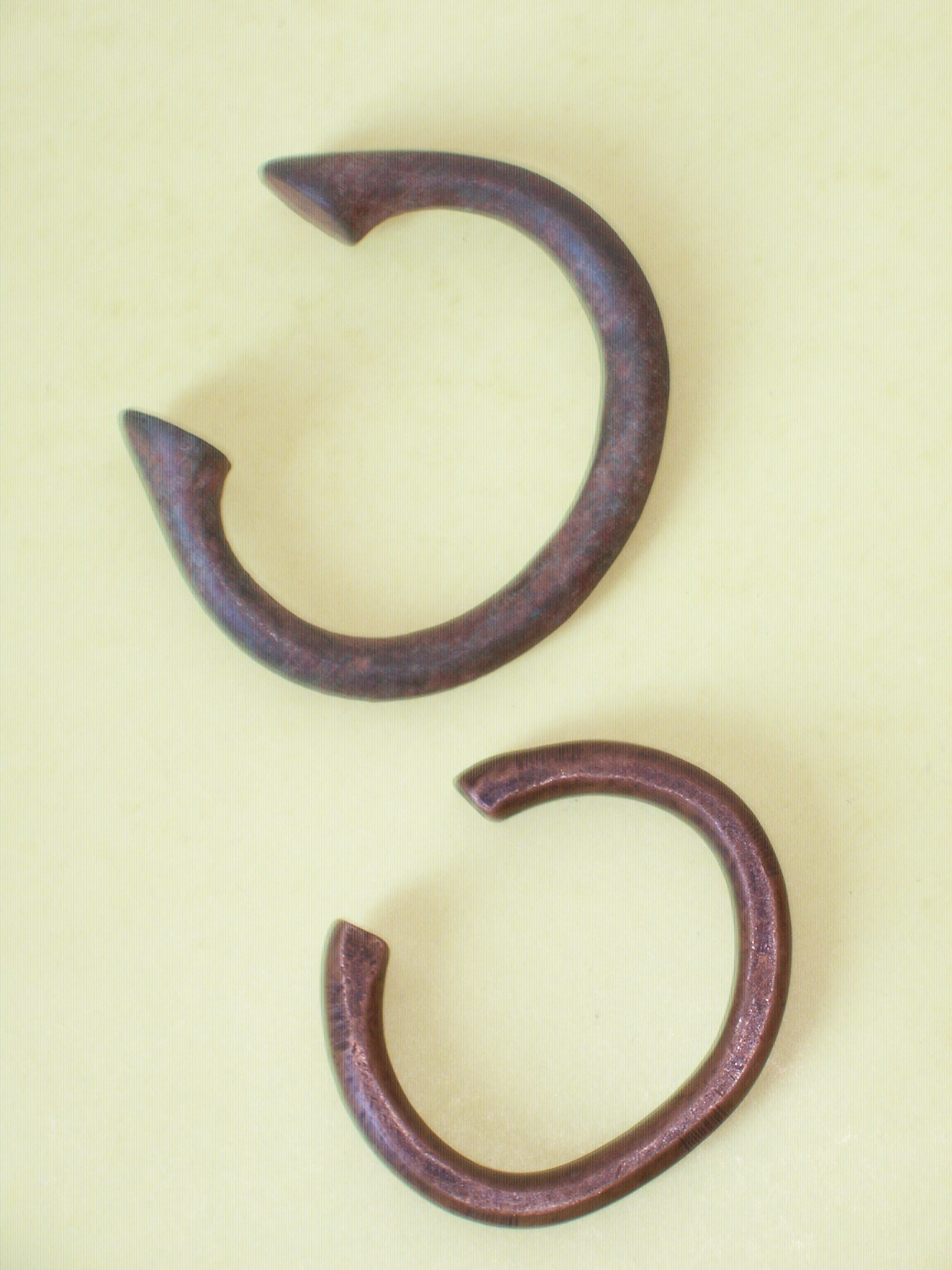
Dos variantes diferentes de manillas

A principios del siglo XVIII, Bristol, con compañías como R. & W. King —una de las empresas que más tarde se incorporó a United African Company—, y luego Birmingham, se convirtieron en las ciudades de fabricación de metales más importantes de Europa. Es probable que la mayoría de los tipos de manillas de latón se fabricaran allí, incluido el «período medio» Nkobnkob-Onoudu, cuyo peso aparentemente disminuyó con el tiempo, y los tipos «tardíos» aún más ligeros, como Okpoho, y los rescatados del naufragio Duoro de 1843. Entre los tipos de período tardío, los pesos de las muestras se superponen con las distinciones de tipos que sugieren la fabricación contemporánea en lugar de una progresión de tipos. Los Popos, cuya distribución de peso los coloca en el punto de transición entre Nkobnkob y Onoudu, se hicieron en Nantes, Francia, y eran demasiado pequeños para ser usados.
Una clase de piezas más pesadas y alargadas, probablemente producidas en África, a menudo son etiquetadas por coleccionistas como manillas "King" o "Queen". Por lo general, con extremos acampanados y más a menudo cobre que latón, muestran una amplia gama de patrones de diseño y facetas. Los tipos más simples eran aparentemente dinero en lingotes, pero los más lujosos eran propiedad de la realeza y se usaban como precio para la novia y en una «ceremonia de muerte» antes del funeral. A diferencia de las manillas de dinero más pequeñas, su rango no se limitaba al oeste de África. Un tipo distintivo de bronce con cuatro facetas planas y extremos cuadrados ligeramente abultados, que van desde aproximadamente 50 onzas (1.400 g) -150 onzas (4.300 g), fue producido por la Jonga de Zaire y llamado 'Onganda', o 'onglese', francés fonético para «Inglés». Otros tipos que a menudo  se denominan manillas son los trozos de alambre de gran calibre retorcidos, con y sin "nudos", de probable origen de Calabar, y piezas pesadas de cobre con múltiples bobinas con extremos abultados procedentes de Nigeria.

### Retirada
La proclamación de moneda nativa de 1902 en Nigeria prohibió la importación de manillas, excepto con el permiso del Alto Comisionado. Esto se hizo para fomentar el uso de dinero acuñado. Sin embargo, todavía estaban en uso regular y constituían un problema administrativo a fines de la década de 1940. La tribu Ibo todavía las usaba antes de esto y en Wukai, un cuenco hondo de maíz se consideraba igual a una manilla grande y un receptáculo en forma de copa lleno de sal valía una manilla pequeña. Aunque las manillas eran moneda de curso legal, flotaban contra las monedas británicas y francesas del oeste de África y las compañías de comercialización de aceite de palma manipularon su valor para aprovecharse durante la temporada de mercado.
Los británicos llevaron a cabo una retirada importante llamada «operación manilla» en 1948 para reemplazarlas con moneda británica del oeste de África. La campaña fue en gran medida exitosa y más de 32 millones de piezas fueron compradas y revendidas como chatarra. La manilla, un recordatorio persistente de la trata de esclavos, dejó de ser moneda de curso legal en el África occidental británico el 1 de abril de 1949, después de un período de seis meses de retirada. A las personas se les permitió mantener un máximo de 200 para ceremonias como matrimonios y entierros. Únicamente las Okpoho, Okombo y Abi fueron reconocidas oficialmente  fueron «compradas» en 3d., 1d. y un medio penique respectivamente. 32.5 millones de Okpoho, 250,000 de Okombo y 50,000 de Abi fueron entregados e intercambiados. Un comerciante de metales en Europa compró 2.460 toneladas de manillas, pero el ejercicio además le costó al contribuyente en algún lugar de la región 284 000 £.

### Renacer
Como curiosidades para el comercio turístico y los usos internos «no monetarios» todavía se fabrican, a menudo de metales más modernos como el aluminio, pero los diseños siguen siendo en gran medida los tradicionales. Es posible que ocasionalmente se usen manillas en algunas aldeas remotas de Burkina Faso (2000).

## Usos

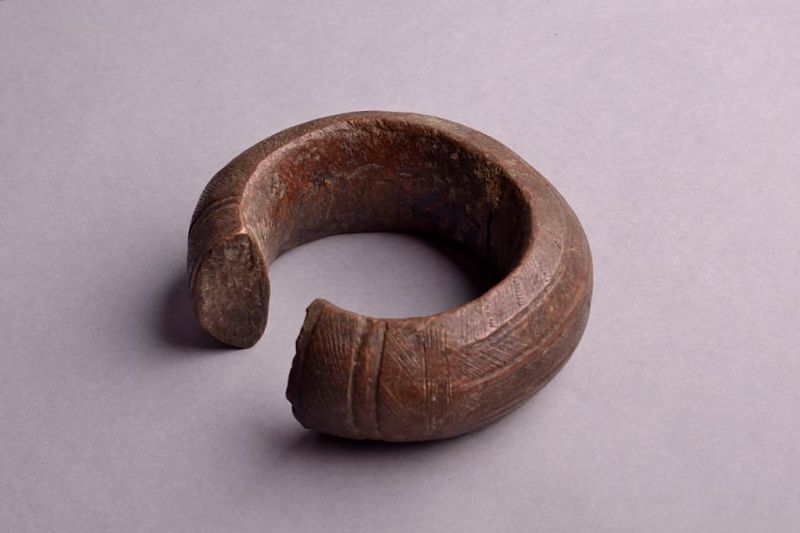
Variante de manilla, decorada con un diseño geométrico, se encuentra en la colección de Castillo Sforzesco en Milán, Italia.

Internamente, las manillas.fueron la primera moneda verdadera de uso general conocida en África occidental, que se usa para compras ordinarias en el mercado, la dolte de la novia, el pago de multas, la compensación a adivinos y para las necesidades del otro mundo como dinero funerario. Los caparazones de conchas, importados de Melanesia y valorados en una pequeña fracción de una manilla, se usaban para compras pequeñas. 

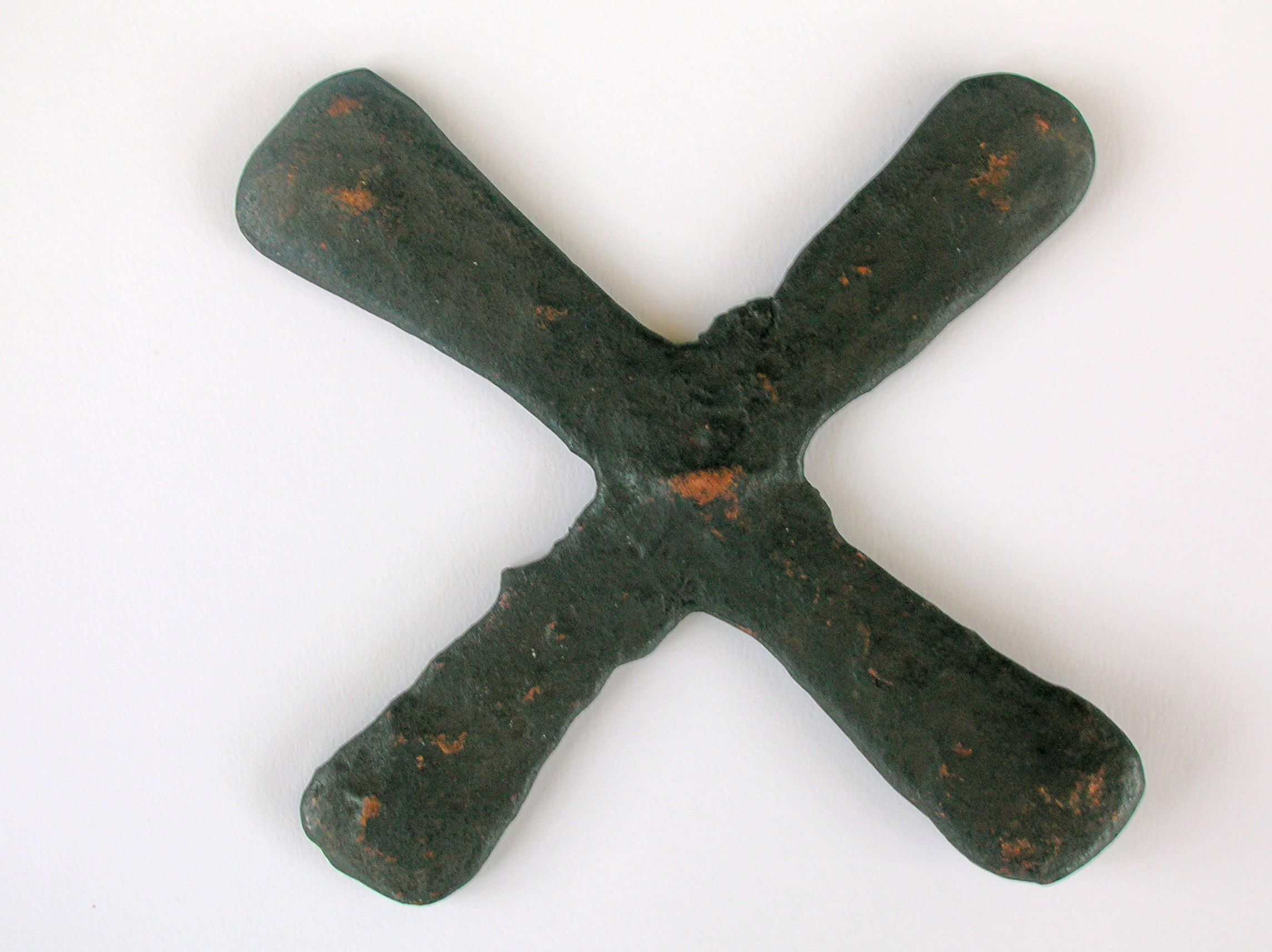
Cruz de Katanga.

En regiones fuera de la costa oeste de África y el río Níger una variedad de otras monedas, como pulseras de diseño nativo más complejo, unidades de hierro a menudo derivadas de herramientas, varillas de cobre, a menudo dobladas en brazaletes, y la conocida Cruz de Katanga, todos sirvieron como dinero para propósitos especiales. A medida que el comercio de esclavos disminuyó en el siglo XIX, también lo hizo la producción de manillas, que ya se estaba volviendo poco rentable. En la década de 1890, su uso en la economía de exportación se centró en el comercio de aceite de palma. Muchas manillas fueron fundidas por artesanos africanos para producir obras de arte. Las manillas a menudo se colgaban sobre una tumba para mostrar la riqueza de los fallecidos y en la zona de Degema de Benín algunas mujeres todavía usan manillas grandes alrededor del cuello en los funerales, que luego se colocan en el santuario familiar. Se dice que las manillas de oro fueron hechas para los personajes muy importantes y poderosos, como el rey Jaja de Opobo en 1891.